# 피비 케이츠
피비 벨 케이츠(영어: Phoebe Belle Cates, 1963년 7월 16일 ~ )는 미국의 배우, 모델이다.

## 생애
1963년 7월 16일, 아버지 조지프 케이츠와 어머니 릴리 사이에서 뉴욕의 한 유대인 가정에서 태어났다. 친할아버지와 친할머니는 러시아계 유대인의 혈통이였고, 외할아버지는 중국계 필리핀인이다. 발레리나 지망생이었던 케이츠는 1977년 무릎 부상으로 꿈을 접고 잡지와 TV에 데뷔 커머셜 모델로 데뷔하였다. 이후 무명 배우로 영화에 출연하다 파라다이스, 리지몬트 연애소동, 프라이비트 스쿨 등이 흥행하면서 알려졌다. 1989년 케빈 클라인과 결혼하여 1남 1녀를 낳았다.

## 출연 작품

### 영화
- 2001년 결혼기념일에 생긴 일 (The Anniversary Party)
- 1994년 프린세스 카라부
- 1993년 연인들 (Bodies, Rest & Motion)
- 1991년 황홀한 영혼 프레드 (Drop Dead Fred)
- 1990년 그렘린 2 (Gremlins II : The New Batch)
- 1989년 샤그 (Shag The Movie)
- 1987년 천사와 사랑을 (Date with an Angel)
- 1984년 그렘린 (Gremlins)
- 1983년 프라이비트 스쿨 (Private School)
- 패스트 타임즈 인 리지몬트 하이
- 1982년 파라다이스 (Paradise)
- 1982년 리지몬트 연애소동 (Fast Times at Ridgemont High)